# 太陽向点

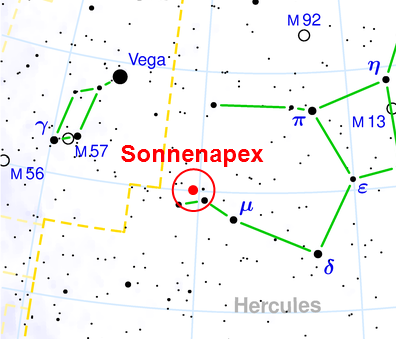
ドイツ語版Wikipediaの太陽向点の図

太陽向点（たいようこうてん：solar apex）は、太陽（または太陽系）の進んでいる方向である。近似的位置は赤経18h、赤緯+30度で、ヘルクレス座の領域である。太陽は局部静止基準に対し、太陽向点へ約19km/sで運動している。
反対の方向を太陽背点( solar antapex)といい、近似的位置は赤経6h、赤緯-30度。
太陽系は銀河の中心のまわりを 217 km/sで運動しているが、その方向は銀河太陽向点として区別される。
1783年にウィリアム・ハーシェルがすでに太陽の天球に対する動きに気付き、1822年にガウスが太陽向点を計算したが発表されることはなかった。後にオーギュスト・ブラベーやジョージ・ビドル・エアリーが太陽向点をそれぞれ求めた。20世紀になって恒星それぞれの運動の分布に対する太陽の動きを決定することの困難さが明らかになった。